# Coppa Italia 1922
La Coppa Italia 1922 è stata la 1ª edizione della manifestazione calcistica, disputata tra il 2 aprile e il 16 luglio 1922 e conclusa con la vittoria del Vado, al suo primo e unico titolo.

## Avvenimenti

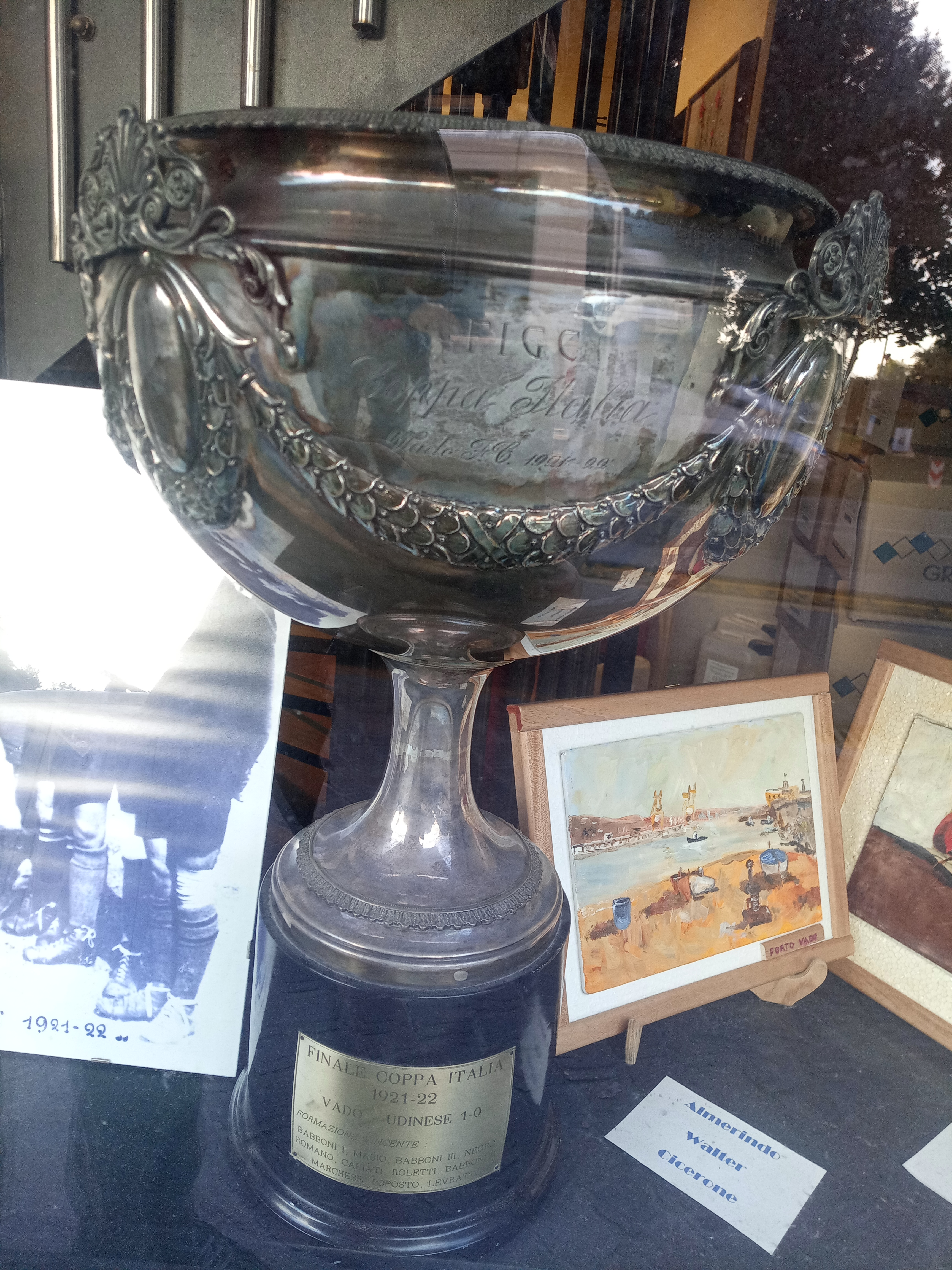
Copia del trofeo messo in palio nell'edizione. L'originale del 1922 andò perduto nel ventennio fascista; la copia risale al settantenario (1992).

Il regolamento della prima Coppa Italia era piuttosto confusionario a cominciare dal numero di squadre ammesse (37), che non permise un facile accoppiamento per gli incontri da disputare, a cui si aggiunse il problema che i primi turni della coppa si svolgevano in contemporanea con le semifinali di campionato nelle quali erano impegnati Novese e Pro Livorno. Per risolvere tali inconvenienti si dovette concedere di volta in volta il passaggio diretto dei turni ad alcune squadre.
Nella stagione dello scisma del campionato, i grandi club non disputarono la prima edizione della Coppa nazionale, avendo abbandonato la FIGC per creare la Confederazione Calcistica Italiana (CCI), la quale organizzò un campionato concorrente. Dato che la Lega Sud, l'organo che gestiva il calcio centro-meridionale, aveva aderito alla CCI, tutte le formazioni che presero parte alla manifestazione erano dell'Alta Italia; con l'inclusione delle squadre toscane che erano state appena trasferite nel campionato settentrionale.
Le squadre partecipanti alla Coppa Italia militavano in Prima Categoria e Promozione, eccettuate le formazioni della Venezia Giulia, ed erano quasi tutte di mediocre livello tecnico: ciò sia a causa del già accennato scisma, sia perché solo 23 delle 46 partecipanti alla fase regionale della Prima Categoria decisero di prendervi parte. Quattro delle sei semifinaliste della Prima Categoria rinunciarono a iscriversi, mentre la Novese, appena laureatasi campione d'Italia FIGC, si ritirò dalla competizione in occasione dei quarti di finale. La prima edizione della Coppa Italia fu in un certo senso un'edizione "boicottata".
Alla vigilia della competizione, un articolo de La Stampa affermò che, molto probabilmente, la nuova coppa nazionale non avrebbe presentato le sorprese tipiche della FA Cup, poiché in Italia non era possibile schierare in coppa giocatori appartenenti ad altre squadre, a differenza che in Inghilterra (dove capitava non di rado che una compagine di terza serie, schierando eccezionalmente per la coppa giocatori di categoria superiore, eliminasse una squadra di massima serie): secondo La Stampa, le squadre di Prima Categoria non avrebbero avuto problemi a eliminare quelle di Promozione e la Coppa Italia sarebbe diventata interessante solo dopo i primi due turni, quando sarebbero rimaste probabilmente solo compagini di massima serie.
A smentire con i fatti questa opinione fu il Vado, compagine militante nel campionato ligure di Promozione, che riuscì addirittura a vincere la competizione battendo in finale l'Udinese. Con questo successo, i liguri divennero i primi sia a vincere la maggiore coppa nazionale nonché a conquistarla pur non militando in massima divisione; quest'ultimo è un record in seguito eguagliato dal solo Napoli nell'edizione del 1961-1962.

## Squadre partecipanti
Di seguito l'elenco delle squadre partecipanti. Nella stagione dello scisma del campionato, le grandi squadre si autoesclusero, essendosi dimesse dalla FIGC. Sempre in conseguenza della particolare annata, le partecipanti furono unicamente dell'Alta Italia.

### Prima Categoria e Coppa Giulia
Nella stagione 1921-1922 le squadre giuliane non erano state integrate nei campionati nazionali e disputavano tornei autonomi: il Comitato Regionale Giuliano organizzò la "Coppa Giulia", il massimo torneo regionale, la "Coppa Milano", una sorta di cadetteria, e la Terza Categoria.
| Piemonte - Novese - Pastore - US Torinese - Valenzana Lombardia - AC Libertas - Enotria Goliardo - Juventus Italia - Saronno - Trevigliese | Liguria - Rivarolese - Sestrese - Speranza - Spes Genova Veneto - Treviso - Udinese Venezia Giulia - Edera Trieste - Triestina | Emilia - Carpi - Parma - Mantovana - Virtus Bologna Toscana - CS Firenze - Libertas Firenze - Lucchese - Pro Livorno |

- L'Olympia Fiume non fu ammessa a causa delle condizioni deplorevoli del proprio campo di gioco.[5]

### Promozione
| Piemonte - Aeronautica Torino - Vercellesi Erranti Liguria - Fiorente - Molassana - Vado | Lombardia - Crema - Codogno - Fanfulla Veneto - Feltrese | Emilia - Forti e Liberi - Casalecchio Toscana - Audace Livorno |

## Date
| Fase        | Turno            | Andata                                    |
| ----------- | ---------------- | ----------------------------------------- |
| Preliminari | 1º turno         | 2 aprile 1922                             |
| Preliminari | 2º turno         | 9 aprile - 23 aprile 1922                 |
| Preliminari | 3º turno         | 23 aprile 1922                            |
| Fase finale | Quarti di finale | 30 aprile - 18 giugno 1922                |
| Fase finale | Semifinali       | 25 giugno - 9 luglio 1922                 |
| Fase finale | Finale           | 16 luglio 1922 Vado Ligure (Campo di Leo) |

## Calendario

### Primo turno
Il primo turno si disputò il 2 aprile 1922. Il sorteggio ebbe luogo seguendo il criterio di abbinamento di squadre appartenenti agli stessi comitati regionali (l'unica eccezione fu l'accoppiata Audace Livorno-Molassana); il Treviso ottenne per estrazione a sorte il passaggio automatico del turno. Dopo i trevigiani, anche la Libertas Firenze e il Pro Livorno ottennero il passaggio immediato alla fase successiva, probabilmente perché i livornesi (che avrebbero dovuto affrontare la Libertas) erano impegnati il 2 aprile in campionato contro il Petrarca (anche se poi la partita in questione fu rinviata all'ultimo momento alla settimana seguente).
Il risultato del match Triestina-Edera Trieste, in origine terminato 4-2, fu mutato in un 0-2 a tavolino dalla FIGC, la quale accolse un ricorso dell'Edera assegnandole la vittoria d'ufficio contro la Triestina, rea di aver schierato in campo un calciatore (lo spalatino Antonio Blasevich) in posizione irregolare.
| Livorno 2 aprile 1922 | Audace Livorno | 0 – 2 (tav.) | Molassana |  |

| Casalecchio di Reno 2 aprile 1922 | Casalecchio | 0 – 2 (tav.) | Carpi |  |

| Crema 2 aprile 1922                   | Crema     | 4 – 1 referto | Codogno | Campo comunale |
| \| \| \| \| \| ? \| Marcatori \| ? \| |           |               |         |                |
|                                       |           |               |         |                |
| ?                                     | Marcatori | ?             |         |                |

| Lodi 2 aprile 1922                                                | Fanfulla  | 2 – 1 referto referto 2 | AC Libertas | Stadio Dossenina |
| \| \| \| \| \| Bergamaschi 5’ Rovida 34’ \| Marcatori \| 56’ ? \| |           |                         |             |                  |
|                                                                   |           |                         |             |                  |
| Bergamaschi 5’ Rovida 34’                                         | Marcatori | 56’ ?                   |             |                  |

| Forlì 2 aprile 1922                                       | Forti e Liberi | 3 – 0 referto | Mantovana |  |
| \| \| \| \| \| Cavina Silimbani Varoli \| Marcatori \| \| |                |               |           |  |
|                                                           |                |               |           |  |
| Cavina Silimbani Varoli                                   | Marcatori      |               |           |  |

| Milano 2 aprile 1922                    | Juventus Italia | 2 – 0 referto | Enotria Goliardo | Piazza d'Armi |
| \| \| \| \| \| Maggi \| Marcatori \| \| |                 |               |                  |               |
|                                         |                 |               |                  |               |
| Maggi                                   | Marcatori       |               |                  |               |

| Lucca 2 aprile 1922                                                               | Lucchese  | 9 – 0 referto | CS Firenze | Campo di Marte |
| \| \| \| \| \| Moscardini E. Bonino Del Debbio Ricci Giannelli \| Marcatori \| \| |           |               |            |                |
|                                                                                   |           |               |            |                |
| Moscardini E. Bonino Del Debbio Ricci Giannelli                                   | Marcatori |               |            |                |

| Novi Ligure 2 aprile 1922                                      | Novese    | 6 – 0 referto referto 2 | Aeronautica Torino | Campo di Piazza d'Armi |
| \| \| \| \| \| Vercelli Cevenini Santamaria \| Marcatori \| \| |           |                         |                    |                        |
|                                                                |           |                         |                    |                        |
| Vercelli Cevenini Santamaria                                   | Marcatori |                         |                    |                        |

| Arbitro: | Devolo (Chiavari) |

|            |           |  |
| Battezzati | Marcatori |  |

| Arbitro: | Pinasca (Genova) |

|  |           |           |
|  | Marcatori | 68’ Maldi |

| Treviglio 2 aprile 1922                   | Trevigliese | 0 – 1 (d.t.s.) referto | Saronno |  |
| \| \| \| \| \| \| Marcatori \| Marcora \| |             |                        |         |  |
|                                           |             |                        |         |  |
|                                           | Marcatori   | Marcora                |         |  |

| Trieste 2 aprile 1922 | Triestina | 0 – 2 (tav.) | Edera Trieste |  |

| Udine 2 aprile 1922                                                    | Udinese   | 4 – 0 referto | Feltrese | Campo di Viale Venezia |
| \| \| \| \| \| Dal Dan Melchior 35’ 74’ Moretti 77’ \| Marcatori \| \| |           |               |          |                        |
|                                                                        |           |               |          |                        |
| Dal Dan Melchior 35’ 74’ Moretti 77’                                   | Marcatori |               |          |                        |

| Vado 2 aprile 1922                                                                              | Vado      | 4 – 3 (d.t.s.) referto | Fiorente | Campo di Leo |
| \| \| \| \| \| Marchese 10’ Babboni 37’ Levratto 56’ 93’ \| Marcatori \| Garaventa Montaiuti \| |           |                        |          |              |
|                                                                                                 |           |                        |          |              |
| Marchese 10’ Babboni 37’ Levratto 56’ 93’                                                       | Marcatori | Garaventa Montaiuti    |          |              |

| Valenza 2 aprile 1922                 | Valenzana | 2 – 1 referto | Pastore | Stadio comunale |
| \| \| \| \| \| ? \| Marcatori \| ? \| |           |               |         |                 |
|                                       |           |               |         |                 |
| ?                                     | Marcatori | ?             |         |                 |

| Vercelli 2 aprile 1922              | Vercellesi Erranti | 0 – 1 referto | US Torinese |  |
| \| \| \| \| \| \| Marcatori \| ? \| |                    |               |             |  |
|                                     |                    |               |             |  |
|                                     | Marcatori          | ?             |             |  |

| Bologna 2 aprile 1922                         | Virtus Bologna | 1 – 0 referto | Parma | Campo del Ravone |
| \| \| \| \| \| Baviera 33’ \| Marcatori \| \| |                |               |       |                  |
|                                               |                |               |       |                  |
| Baviera 33’                                   | Marcatori      |               |       |                  |

#### Tabella riassuntiva
| Squadra 1          | Risultato    | Squadra 2          |
| ------------------ | ------------ | ------------------ |
| Audace Livorno     | 0 - 2 (tav.) | Molassana          |
| Casalecchio        | 0 - 2 (tav.) | Carpi              |
| Crema              | 4 - 1        | Codogno            |
| Fanfulla           | 2 - 1        | AC Libertas        |
| Forti e Liberi     | 3 - 0        | Mantovana          |
| Juventus Italia    | 2 - 0        | Enotria Goliardo   |
| Lucchese           | 9 - 0        | CS Firenze         |
| Novese             | 6 - 0        | Aeronautica Torino |
| Rivarolese         | 2 - 0        | Sestrese           |
| Spes Genova        | 0 - 1        | Speranza           |
| Trevigliese        | 0 - 1 (dts)  | Saronno            |
| Triestina          | 0 - 2 (tav.) | Edera Trieste      |
| Udinese            | 4 - 0        | Feltrese           |
| Vado               | 4 - 3 (dts)  | Fiorente           |
| Valenzana          | 2 - 1        | Pastore            |
| Vercellesi Erranti | 0 - 1        | US Torinese        |
| Virtus Bologna     | 1 - 0        | Parma              |

### Secondo turno
Il secondo turno si disputò il 9 aprile 1922. Libertas Firenze e Pro Livorno passarono nuovamente alla fase successiva senza affrontarsi tra loro, presumibilmente perché in quello stesso giorno la Pro Livorno era impegnata nel recupero di campionato contro il Petrarca.
Il match Edera Trieste-Udinese 0-4, contrariamente agli altri, fu disputato il 23 aprile, in contemporanea col terzo turno, a causa del ricorso che aveva consentito all'Edera di vincere a tavolino la precedente sfida con la Triestina e di essere ammessa al secondo turno al suo posto; alcune fonti, comunque, riportano che Triestina ed Edera avrebbero dovuto affrontarsi in Coppa Giulia lo stesso giorno, anche se poi l'incontro fu rinviato all'ultimo momento.
| Crema 9 aprile 1922                               | Crema     | 1 – 2 referto | Speranza |  |
| \| \| \| \| \| Mocchioli 40’ \| Marcatori \| ? \| |           |               |          |  |
|                                                   |           |               |          |  |
| Mocchioli 40’                                     | Marcatori | ?             |          |  |

| Arbitro: | Livraghi (Milano) |

|                |           |                                                             |
| Mascaretti 63’ | Marcatori | 31’ Gambarotta 48’ Neri 79’ Cevenini III 85’ (aut.) Grecchi |

| Forlì 9 aprile 1922                                   | Forti e Liberi | 4 – 0 referto | Treviso |  |
| \| \| \| \| \| Zanotti Cavina Bosi \| Marcatori \| \| |                |               |         |  |
|                                                       |                |               |         |  |
| Zanotti Cavina Bosi                                   | Marcatori      |               |         |  |

| Arbitro: | Trivelli |

|                |           |  |
| Maggi Tognasso | Marcatori |  |

| Lucca 9 aprile 1922                         | Lucchese  | 5 – 0 referto | Rivarolese | Campo di Marte |
| \| \| \| \| \| A. Bonino \| Marcatori \| \| |           |               |            |                |
|                                             |           |               |            |                |
| A. Bonino                                   | Marcatori |               |            |                |

| Vado 9 aprile 1922                                                      | Vado      | 5 – 1 referto referto 2 | Molassana | Campo di Leo |
| \| \| \| \| \| Negro Rollè Marchese Levratto \| Marcatori \| Dagnino \| |           |                         |           |              |
|                                                                         |           |                         |           |              |
| Negro Rollè Marchese Levratto                                           | Marcatori | Dagnino                 |           |              |

| Valenza 9 aprile 1922                          | Valenzana | 1 – 0 referto referto 2 | Saronno | Stadio comunale |
| \| \| \| \| \| Zacchero 40’ \| Marcatori \| \| |           |                         |         |                 |
|                                                |           |                         |         |                 |
| Zacchero 40’                                   | Marcatori |                         |         |                 |

| Bologna 9 aprile 1922                           | Virtus Bologna | 1 – 0 referto | Carpi | Campo del Ravone |
| \| \| \| \| \| De Segner 88’ \| Marcatori \| \| |                |               |       |                  |
|                                                 |                |               |       |                  |
| De Segner 88’                                   | Marcatori      |               |       |                  |

| Trieste 23 aprile 1922                             | Edera Trieste | 0 – 4 referto    | Udinese |  |
| \| \| \| \| \| \| Marcatori \| Moretti Bellotto \| |               |                  |         |  |
|                                                    |               |                  |         |  |
|                                                    | Marcatori     | Moretti Bellotto |         |  |

#### Tabella riassuntiva
| Squadra 1       | Risultato | Squadra 2   |
| --------------- | --------- | ----------- |
| Crema           | 1 - 2     | Speranza    |
| Fanfulla        | 1 - 4     | Novese      |
| Forti e Liberi  | 4 - 0     | Treviso     |
| Juventus Italia | 3 - 0     | US Torinese |
| Lucchese        | 5 - 0     | Rivarolese  |
| Vado            | 5 - 1     | Molassana   |
| Valenzana       | 1 - 0     | Saronno     |
| Virtus Bologna  | 1 - 0     | Carpi       |
| Edera Trieste   | 0 - 4     | Udinese     |

### Terzo turno
Il terzo turno si disputò il 23 aprile 1922. La Libertas Firenze, la Novese, la Pro Livorno, lo Speranza e l'Udinese passarono automaticamente ai quarti di finale: le prime quattro per la probabile ragione che Pro Livorno e Novese in quel giorno erano impegnate in campionato, e dunque impossibilitate ad affrontare la Libertas e lo Speranza; l'Udinese, vincitrice nello stesso giorno del recupero del secondo turno contro l'Edera Trieste, in quanto rimasta senza avversari a cui essere abbinata.
| Lucca 23 aprile 1922                                         | Lucchese  | 4 – 0 referto | Virtus Bologna | Campo di Marte |
| \| \| \| \| \| A. Bonino Del Debbio Ricci \| Marcatori \| \| |           |               |                |                |
|                                                              |           |               |                |                |
| A. Bonino Del Debbio Ricci                                   | Marcatori |               |                |                |

| Vado 23 aprile 1922                      | Vado      | 2 – 0 referto | Juventus Italia | Campo di Leo |
| \| \| \| \| \| Romano \| Marcatori \| \| |           |               |                 |              |
|                                          |           |               |                 |              |
| Romano                                   | Marcatori |               |                 |              |

| Valenza 23 aprile 1922                                   | Valenzana | 3 – 0 referto | Forti e Liberi | Stadio comunale |
| \| \| \| \| \| Zacchero Peroso Tosini \| Marcatori \| \| |           |               |                |                 |
|                                                          |           |               |                |                 |
| Zacchero Peroso Tosini                                   | Marcatori |               |                |                 |

#### Tabella riassuntiva
| Squadra 1 | Risultato | Squadra 2       |
| --------- | --------- | --------------- |
| Lucchese  | 4 - 0     | Virtus Bologna  |
| Vado      | 2 - 0     | Juventus Italia |
| Valenzana | 3 - 0     | Forti e Liberi  |

### Quarti di finale
I quarti di finale si disputarono il 30 aprile e il 18 giugno 1922. Inizialmente il 30 aprile era prevista la disputa di Libertas-Pro Livorno, ma con una deliberazione la Presidenza Federale cambiò il calendario decidendo di far scontrare in quel giorno la Pro Livorno con il Vado e la Libertas con la Valenzana (probabilmente proprio per questo cambiamento lo Speranza, invece di affrontare la Novese, si scontrò con la Lucchese). Le partite disputate il 30 aprile furono dunque Pro Livorno-Vado e Libertas-Valenzana; a metà maggio la Federazione decise di annullare e far ripetere Libertas-Valenzana, ma una settimana dopo ritornò sulla propria decisione dando partita vinta ai toscani. Speranza-Lucchese e Udinese-Novese si tennero il 18 giugno 1922.
| Arbitro: | Franciosini (Lucca) |

|  |           |              |
|  | Marcatori | 62’ Levratto |

| Firenze 30 aprile 1922 Quarti di finale | Libertas Firenze | 2 – 0 (tav.) | Valenzana | Stadio Velodromo Libertas |

| Savona 18 giugno 1922 Quarti di finale                                 | Speranza  | 1 – 2 referto            | Lucchese | Campo Valletta di San Michele |
| \| \| \| \| \| Giacobbo 1’ \| Marcatori \| 43’ Conti 87’ Del Debbio \| |           |                          |          |                               |
|                                                                        |           |                          |          |                               |
| Giacobbo 1’                                                            | Marcatori | 43’ Conti 87’ Del Debbio |          |                               |

| Udine 18 giugno 1922 Quarti di finale | Udinese | 2 – 0 (tav.) | Novese | Campo di viale Venezia |

#### Tabella riassuntiva
| Squadra 1        | Risultato    | Squadra 2 |
| ---------------- | ------------ | --------- |
| Pro Livorno      | 0 - 1        | Vado      |
| Libertas Firenze | 2 - 0 (tav.) | Valenzana |
| Speranza         | 1 - 2        | Lucchese  |
| Udinese          | 2 - 0 (tav.) | Novese    |

### Semifinali
Le partite si disputarono il 25 giugno 1922. A causa di un errore tecnico nella gara tra Udinese e Lucchese, inerente la battuta di un calcio di rigore a favore dei friulani (la massima punizione venne calciata a 10 metri dalla porta anziché a 11), la squadra toscana presentò ricorso, che fu accettato; la semifinale fu quindi ripetuta il 9 luglio, dopo che la prima sfida era terminata 4-3 dopo i tempi supplementari.
| Arbitro: | Pinasco (Sestri Ponente) |

|              |           |  |
| Roletti 116’ | Marcatori |  |

| Udine 25 giugno 1922 Semifinali                                                                                         | Udinese   | 4 – 3 (d.t.s.)                                  | Lucchese | Campo di viale Venezia |
| \| \| \| \| \| Tosolini 20’, 106’ Semitendi 36’, 77’ \| Marcatori \| 3’ Moscardini 80’ A. Bonino 85’ (aut.) Barbieri \| |           |                                                 |          |                        |
| |           |                                                 |          |                        |
| Tosolini 20’, 106’ Semitendi 36’, 77’                                                                                   | Marcatori | 3’ Moscardini 80’ A. Bonino 85’ (aut.) Barbieri |          |                        |

| Udine 9 luglio 1922 Semifinali Ripetizione    | Udinese   | 1 – 0 referto | Lucchese | Campo di viale Venezia |
| \| \| \| \| \| Moretti 64’ \| Marcatori \| \| |           |               |          |                        |
|                                               |           |               |          |                        |
| Moretti 64’                                   | Marcatori |               |          |                        |

#### Tabella riassuntiva
| Squadra 1 | Risultato   | Squadra 2        |
| --------- | ----------- | ---------------- |
| Vado      | 1 - 0 (dts) | Libertas Firenze |
| Udinese   | 1 - 0       | Lucchese         |

### Finale
La partita conclusiva del torneo fu disputata a Vado Ligure il 16 luglio 1922.
| Arbitro: | Pasquinelli (Bologna) |

| |            | |
| Levratto 118’ | Marcatori  | |
| Achille Babboni Lino Babboni Raimondi Masio Enrico Romano Antonio Cabiati Roletti Giovanni Battista Babboni Marchese Armando Esposto Virgilio Felice Levratto | Formazioni | Libero Lodolo Pertoldi Ugo Schiffo Enzo Dal Dan Barbieri Pietro Gerace Luigi Tosolini Carlo Melchior Giacomo Moretti Silvio Semintendi Ligugnana |

#### Tabella riassuntiva
| Squadra 1 | Risultato   | Squadra 2 |
| --------- | ----------- | --------- |
| Vado      | 1 - 0 (dts) | Udinese   |

Il trofeo originale della Coppa Italia 1922, consegnato mesi dopo la finale, fu poi donato nel 1935 al governo fascista nell'ambito della campagna autarchica Oro alla Patria. Quello esposto nella vetrina della banca Cassa di Risparmio di Savona è una copia prodotta dalla FIGC nel 1992 per il settantenario della vittoria.

## Tabellone (dai quarti)
|  | Quarti di finale | Quarti di finale | Quarti di finale |                  |            | Semifinali | Semifinali | Semifinali |  |  | Finale | Finale | Finale |  |
|  |                  |                  |                  |                  |            |            |            |            |  |  |        |        |        |  |
|  | Pro Livorno      | Pro Livorno      | 0                |                  |            |            |            |            |  |  |        |        |        |  |
|  | Pro Livorno      | Pro Livorno      | 0                |                  |            |            |            |            |  |  |        |        |        |  |
|  | Vado             | Vado             | 1                |                  |            |            |            |            |  |  |        |        |        |  |
|  | Vado             | Vado             | 1                |                  | Vado (dts) | Vado (dts) | 1          |            |  |  |        |        |        |  |
|  |                  |                  |                  |                  | Vado (dts) | Vado (dts) | 1          |            |  |  |        |        |        |  |
|  |                  |                  | Libertas Firenze | Libertas Firenze | 0          |            |            |            |  |  |        |        |        |  |
|  | Libertas Firenze | Libertas Firenze | Libertas Firenze | Libertas Firenze | 0          | 2          |            |            |  |  |        |        |        |  |
|  | Libertas Firenze | Libertas Firenze |                  |                  |            |            |            |            |  |  |        |        |        |  |
|  | Valenzana        | Valenzana        | 0                |                  |            |            |            |            |  |  |        |        |        |  |
|  | Valenzana        | Valenzana        | 0                |                  | Vado (dts) | Vado (dts) | 1          |            |  |  |        |        |        |  |
|  |                  |                  |                  |                  |            |            |            |            |  |  |        |        |        |  |
|  |                  |                  | Udinese          | Udinese          | 0          |            |            |            |  |  |        |        |        |  |
|  | Udinese          | Udinese          | Udinese          | Udinese          | 0          | 2          |            |            |  |  |        |        |        |  |
|  | Udinese          | Udinese          |                  |                  |            |            |            |            |  |  |        |        |        |  |
|  | Novese           | Novese           | 0                |                  |            |            |            |            |  |  |        |        |        |  |
|  | Novese           | Novese           | 0                |                  | Udinese    | Udinese    | 1          |            |  |  |        |        |        |  |
|  |                  |                  |                  |                  | Udinese    | Udinese    | 1          |            |  |  |        |        |        |  |
|  |                  |                  | Lucchese         | Lucchese         | 0          |            |            |            |  |  |        |        |        |  |
|  | Speranza         | Speranza         | Lucchese         | Lucchese         | 0          | 1          |            |            |  |  |        |        |        |  |
|  | Speranza         | Speranza         |                  |                  |            |            |            |            |  |  |        |        |        |  |
|  | Lucchese         | Lucchese         | 2                |                  |            |            |            |            |  |  |        |        |        |  |

## Classifica marcatori
| Gol | Rigori |  | Giocatore                | Squadra         |
| --- | ------ |  | ------------------------ | --------------- |
| 6   |        |  | Armando Bonino           | Lucchese        |
| 5   |        |  | Virgilio Felice Levratto | Vado            |
| 5   |        |  | Giacomo Moretti          | Udinese         |
| 4   |        |  | Gian Antonio Maggi       | Juventus Italia |
| 3   |        |  | Ernesto Bonino           | Lucchese        |
| 3   |        |  | Cavina                   | Forti e Liberi  |
| 3   |        |  | Luigi Cevenini           | Novese          |
| 3   |        |  | Luca Del Debbio          | Lucchese        |
| 3   |        |  | Carlo Melchior           | Udinese         |
| 3   |        |  | Giovanni Moscardini      | Lucchese        |